# Xian de Suichuan
Le xian de Suichuan (遂川县 ; pinyin : Suíchuān Xiàn) est un district administratif de la province du Jiangxi en Chine. Il est placé sous la juridiction de la ville-préfecture de Ji'an.

## Démographie
La population du district était de 508 688 habitants en 1999.